# Table Top Racing
Table Top Racing ist ein Arcade-Rennspiel, entwickelt und veröffentlicht von Playrise Digital Ltd. Entwickelt wurde das Spiel ursprünglich für die Apple-iOS-Plattform am 31. Januar 2013, in weiterer Folge kam das Spiel für Android-Geräte am 23. Januar 2014 auf den Markt. Eine PlayStation-Vita-Version wurde am 5. August 2014 veröffentlicht. Aufgrund positiver Kritiken kündigte Playrise eine Fortsetzung des Spiels für Spielekonsolen an, die im Mai 2016 unter dem Namen Table Top Racing: World Tour für Windows, PlayStation 4 und Xbox One auf den Markt kam.

## Spielprinzip
Table Top Racing verwendet Elemente und Umgebungen ähnlich der Spieleserie Micro Machines, das Spielprinzip selbst erinnert stark an Spiele der Mario-Kart-Serie. Der Spieler steuert ein miniaturisiertes, individualisierbares Fahrzeug in bekannten Umgebungen. Die Rennen finden auf überdimensionierten Elementen, wie beispielsweise einem Küchentisch, einer Arbeitsbank in der Garage, einem japanischen Restaurant, oder einem Picknicktisch, statt. Auch die Hindernisse auf den Rennstrecken sind bekannte Objekte, wie beispielsweise Baguettes, Gläser, Teller, Werkzeuge, oder Eiswürfel. Ähnlich dem Spiel Mario Kart stehen dem Spieler, abhängig vom Spielmodus, Power-ups wie beispielsweise Geschwindigkeitsschübe oder Raketenangriffe, zur Verfügung.
In der App hat der Spieler zwei Möglichkeiten der Steuerung; Die Kipp-Steuerung mit Accelerometer-Unterstützung (wenn man das Gerät nach links oder rechts neigt, steuert das Fahrzeug ebenso nach links oder rechts) und die sensorfreie Steuerung (die angetippte Bildschirmhälfte dient zur Links- oder Rechtssteuerung). Beide Steuerungsoptionen verwenden automatische Beschleunigung und Bremsung.
Auf den Plattformen PlayStation Vita, PlayStation 4 und Xbox One wird zusätzlich ein Online-Multiplayer Modus angeboten, bei dem man sein Können im Duell mit Spielern aus der ganzen Welt unter Beweis stellen kann.

## Spielelemente
Das Ziel des Spiels ist es, jedes Rennen als Erstplatzierter abzuschließen. Dabei gibt es folgende Spielmodi:
- Verfolgung: Auf der Rennstrecke befindet sich ein Fahrzeug, welches innerhalb eines gewissen Zeitlimits eingeholt und gerammt werden muss.
- Kampfrennen: Das Rennen muss gegen bis zu 7 Gegner gewonnen werden, auf der Strecke gibt es mehrere Power-ups welche actionreiche Duelle ermöglichen.
- Pures Rennen: Das Rennen muss gegen bis zu 7 Gegner, ohne Power-ups, durch reines Können gewonnen werden.
- Drift: Das Rennen wird alleine gefahren, dabei gibt es Punktevorgaben für die ersten drei Plätze, werden diese übertroffen, hat man gewonnen.
- Heiße Runde: Das Rennen wird alleine gefahren. Man hat 90 Sekunden Zeit, um die beste Runde zu fahren, dabei wird die Zeit gemessen. Wird die Bestzeit unterboten, hat man gewonnen.
- Zeitrennen: Das Rennen wird alleine gefahren. Der Spieler bekommt eine Gesamtzeit für das Rennen vorgegeben, welche es zu unterbieten gilt um das Rennen zu gewinnen.
- Eliminierung: Das Rennen wird gegen bis zu 7 Gegner gefahren, wobei jede Runde der Letztplatzierte aus dem Rennen ausscheidet. Ziel ist es, das Rennen abzuschließen und nicht vorzeitig auszuscheiden.

Einige Rennmodi bieten den Spielern Power-ups zum Kampf an. Folgende Power-ups gibt es im Spiel:
- Lenkraketen: Diese Raketen suchen ihr Ziel automatisch, die Trefferquote hängt von der Distanz zum Opfer, sowie den Hindernissen auf der Strecke ab.
- Normale Raketen: Diese Raketen fliegen geradeaus, genaues Zielen sowie die Berechnung der zukünftigen Position des Gegners ist erforderlich um diesen zu treffen.
- Bombe: Die Bombe wird hinter dem Fahrzeug fallengelassen und eignet sich besonders gut dafür, Verfolger abzuschütteln.
- Säurebad: Das Säurebad wird ebenso hinter dem Fahrzeug gelegt, im Gegensatz zur Bombe bleibt dieses für eine begrenzte Zeit bestehen und kann mehrere Ziele treffen, der Zeitverlust der Opfer ist dafür geringer.
- Geschwindigkeitsschub: Dieser ermöglicht es dem Spieler, für kurze Zeit eine höhere Geschwindigkeit zu erreichen.
- Eisstrahl: Diese Waffe kann mehrere Ziele treffen, welche in weiterer Folge eingefroren werden und in Fahrtrichtung weiterschlittern. Diese Waffe ist in Kurven besonders effektiv.
- EMP-Angriff: Diese Waffe trifft alle Gegner in einem kleinen Radius um das eigene Fahrzeug und legt diese für kurze Zeit lahm. Zusätzlich ist diese Waffe zur Abwehr gegen Raketenangriffe geeignet.
- Atombombe: Diese Waffe ist die wohl effektivste Waffe und wird deshalb nur selten vergeben, meist an einen der letztplatzierten Spieler. Diese Waffe trifft alle Gegner zuverlässig und bremst diese eine Zeit lang aus.

Zusätzlich gibt es noch Radwaffen, genauer gesagt Räder, welche über besondere Fähigkeiten verfügen, welche man in zeitlich begrenztem Ausmaß verwenden kann:
- Bling-Räder: Wenn diese Räder am Fahrzeug angebracht wurden, erhält der Spieler höhere Siegerprämien für gewonnene Rennen.
- Peace-Räder: Diese besondere Fähigkeit nimmt allen Gegnern ihre gesammelten Waffen und sorgt somit kurzzeitig für Frieden im Rennen. Die Waffe benötigt eine Regenerationszeit um wieder verwendet werden zu können.
- Protektor-Räder: Diese Räder bauen einen Schutzschild um den Spieler auf, welcher für kurze Zeit alle Angriffe abwehrt. Auch diese Waffe muss sich nach dessen Einsatz wieder aufladen.
- Spikey-Räder: Durch hervorstehende Spitzen werden alle Autos, welche zu nahe an die Räder kommen, ausgebremst. Diese Waffe ist dauerhaft aktiv, kann allerdings bei übermäßigem Kontakt temporär zerstört werden.
- Jump-Räder: Diese Räder ermöglichen es dem Spieler Sprünge durchzuführen. Diese können bei Abkürzungen oder Ausweichmanövern hilfreich sein. Auch diese Fähigkeit benötigt eine Regenerationszeit.
- Drift-Räder: Mit diesen Rädern wird die Bodenhaftung stark reduziert, was dem Spieler lange Drifts und schnelle Kurven ermöglichen. Diese Räder sind in Drift-Rennen unabdingbar und während des Rennens dauerhaft aktiv.

Um das Spiel interessanter zu gestalten, erhält der Spieler für gewonnene Rennen Preisgelder, genauer gesagt Münzen. Diese Münzen dienen als Zahlungsmittel im Shop, um Upgrades für das eigene Fahrzeug, oder neue Fahrzeuge zu erwerben. Upgrades dienen der Individualisierung des Fahrzeugs, man kann Höchstgeschwindigkeit, Steuerung, Beschleunigung und Panzerung verbessern, neue Reifen mit besonderen Fähigkeiten am Fahrzeug montieren, oder eine neue Lackierung anwenden. Das Spiel bietet zusätzlich In-App-Käufe, welche es den Spielern ermöglichen, echtes Geld in die Spielwährung umzuwandeln.

## Entwicklung
Das Spiel wurde ursprünglich für die Apple iOS Plattform entwickelt, knapp ein Jahr später wurde die Applikation auch für Android-Geräte angeboten. Auf der Gamescom 2013 wurde eine Version für die PlayStation Vita angekündigt, welche am 5. August 2014 erschien. Aufgrund großer Beliebtheit wurde eine Fortsetzung des Spiels unter dem Namen Table Top Racing - World Tour am 3. Mai 2016 für PlayStation 4 und Xbox One auf den Markt gebracht. Auf Steam ist das Spiel seit 18. Mai 2016 erhältlich.
Das Entwicklerteam ist unter anderem für die Mitentwicklung der Rennspielreihe Wipeout bekannt.

## Kritiken

### Table Top Racing (App)
Die Kritiken für die Handyapp fielen größtenteils sehr positiv aus:
Claudia Wiegand, App-Experte bei Chip beschreibt die App folgendermaßen: „Table Top Racing nimmt das Beste aus Klassikern wie Micro Machines und Mario Kart und vermischt es zu einem extrem spaßigen Combat-Rennspiel. Leider sind die App-Macher von Playrise Digital, einem englischen Indie-Start-Up aus Liverpool, zu einem Freemium-Modell umgestiegen, das ist der einzige kleine Minus-Punkt.“
Jan Knoop von GamePro kritisierte: „Zwei kapitale Fehler zerstören Table Top Racings Chance auf die Pole Position der iOS-Rennspiele: Die auch langfristig unangenehme Steuerung und der derzeit wenig überzeugende Multiplayermodus sind für ein Rennspiel kaum entschuldbar, das die Ambition hat, in der obersten Liga mitzuspielen. So lohnt sich Table Top Racing vor allem für den geübten Spieler, der schnell eine Partie gegen die KI absolvieren möchte - Anfänger sollten sich den Kauf zweimal überlegen.“

### Table Top Racing (PS Vita)
Die PS-Vita-Version des Spiels erfuhr schlechtere Kritiken, welche größtenteils auf ausgebliebene Neuerungen und auf dem mangelhaft ausgenutzten Potenzial des Spiels zurückzuführen sind:
Benjamin Schmädig von 4Players bewertet das Spiel mit 52 % (Ausreichend), mit der Begründung: „Es ist einfach zu wenig: Schon als Handyspiel rollte Table Top Racing nur im Mittelfeld durchs Ziel – auf Vita kommt es in Anbetracht der Hardwaremöglichkeiten noch weiter hinten an. Die kurze Karriere verdient den Namen kaum und einzelne Herausforderungen strecken das Spiel, anstatt es aufzulockern. Eine präzise Steuerung fehlt mir ebenso wie Entscheidungsfreiheit beim Tuning. Kleine Höhepunkte habe ich nur erlebt, wenn sich eine anfliegende Rakete in meinem gut abgepassten Elektroschock auflöste. Auch das Zeitfahren kann unterhaltsam sein, wenn ein Dutzend Turbos für einen kleinen Adrenalinstoß sorgt. Der erste PlayStation-Flitzer aus Burcombes neuem Studio ist nicht einmal schlecht. Er ist nur erschreckend belanglos.“

### Table Top Racing – World Tour
Die Kritiken für das neueste Spiel der Reihe sind breit gestreut, stark kritisiert wurde das Fehlen eines lokalen Multiplayermodus:
Kieran Harris von Gamereactor bewertet das Spiel mit 6/10 Punkten und schreibt: „Optisch wirkt das Spiel hell und dynamisch [...] Später in der Karriere werden die Strecken mit nur minimalen Veränderungen einfach zu oft wiederverwertet, um den Schwierigkeitsgrad zu erhöhen. [...] Wenn die Karren erstmal hochgepimpt sind, werden die Rennen allerdings viel zu einfach und man hängt die Konkurrenz mit Leichtigkeit ab.“ Allerdings hat das Spiel auch Schwächen, welche er folgendermaßen kritisiert „Fehlender lokaler Multiplayer, uninspirierte Pick-Ups und die wenigen unterschiedlichen Settings sorgen dafür, dass der Fun-Racer mit der Konkurrenz nicht mithalten kann. Die Adrenalin-geladenen Rennen machen für ein paar Runden viel Spaß - doch der lässt leider aus Mangel an Abwechslung sehr schnell nach.“
Michael Krosta von 4Players bewertet das Spiel mit 46 % und erklärt: „Wie bei Mario Kart & Co sammelt man die fantasielos gestalteten und zufällig ausgelosten Gagdets wie [...] Darüber hinaus fällt das Fahrverhalten innerhalb des Fuhrparks etwas zu undifferenziert aus und es fällt generell schwer, ein Gefühl für den Wagen zu entwickeln[...].“

## Auszeichnungen
Das Spiel erhielt mehrere Auszeichnungen, unter anderem wurde es von Pocket Gamer als „iOS or Android Game of the Week“, von „Slide To Play“ und „What Mobile“ wurde es als „Spiel des Monats“, ausgezeichnet. Außerdem wurde es im Jahr 2013 als „Best Game“ für die TIGA-Awards nominiert. Playrise Digital wurde für den Preis „Best Publisher“ bei den 2013 Mobile Entertainment Awards und den Appsters Awards nominiert. Des Weiteren gewann Playrise Digital in der Kategorie „Best Startup“ bei den TIGA Awards 2013.